# Sébastien Tellier
Sébastien Tellier (Le Plessis-Bouchard, 22. februar, 1975) er en fransk sanger og musiker, bedst kendt internationalt som Frankrigs repræsentant ved Eurovision Song Contest 2008.

## Biografi
Sébastien Tellier har skrevet musik til filmen Lost in Translation, hvor nummeret Fantino optræder. I 2004 skrev han soundtracket til filmen Narco. Han spiller selv på alle instrumenter og synger for det meste på engelsk. Guy-Manuel de Homem-Christo fra Daft Punk har produceret Telliers seneste cd, Sexuality.

### Eurovision Song Contest 2008
I 2008 optrådte Tellier med sangen Divine for Frankrig.